# Affaire Ždanoka contre Lettonie
Invoquant l'article 3 du Protocole n° 1 à la Convention européenne des droits de l'homme, Tatjana Ždanoka dénonçait une violation de son droit de se porter candidate à des élections en raison de son inéligibilité. Elle soutenait par ailleurs que son inéligibilité tant au Parlement qu’aux conseils municipaux, a méconnu les articles 10 et 11 de la Convention.
Dans l'arrêt Ždanoka c. Lettonie du 17 juin 2004, la Cour européenne des droits de l'homme conclut par cinq voix contre deux qu’il y a eu violation de l’article 3 du Protocole n° 1 (droit à des élections libres) à la Convention ; qu’il y a eu violation de l’article 11 (liberté de réunion et d’association) de la Convention ; et qu’il ne s’impose pas d’examiner séparément le grief tiré de l’article 10 (liberté d’expression) de la Convention. En application de l’article 41 (satisfaction équitable) de la Convention, la Cour alloue à la requérante, par cinq voix contre deux, des indemnités pour dommage matériel, pour dommage moral, et pour frais et dépens.
Dans l'arrêt de Grande Chambre Ždanoka c. Lettonie du 16 mars 2006, la Cour européenne des droits de l'homme conclut par treize voix contre quatre, à la non-violation de l’article 3 du Protocole n° 1 (droit à des élections libres) à la Convention ; par treize voix contre quatre, qu’il n’y a pas lieu d’examiner séparément les griefs de la requérante sous l’angle de l’article 11 (liberté de réunion et d’association) ; et à l’unanimité qu’il n’y a pas lieu d’examiner séparément les griefs de la requérante sous l’angle de l’article 10 (liberté d’expression).

## Contexte: période soviétique
En 1971, pendant la période soviétique, Tatjana Ždanoka ou Jdanok (en russe, son nom est Татьяна Жданок soit Tatiana Jdanok, ou encore Zhdanok selon la graphie anglaise), étudiante en mathématiques à l'université de Lettonie, devient membre du Parti communiste de Lettonie (PCL). Cette organisation constituait une branche régionale du Parti communiste de l'Union soviétique (PCUS), parti unique et dirigeant de l’URSS. De 1972 jusqu’en 1990, elle travailla comme enseignante à l’université de Lettonie. Pendant toute cette période, elle est membre du groupe universitaire du PCL. Depuis 1988, la Lettonie, de même que plusieurs autres pays d'Europe centrale et orientale, connaissent un fort mouvement social tendant à la démocratisation de la vie politique et à la restauration de l’indépendance de la Lettonie, perdue en 1940 après l'annexion soviétique. En mars 1990, Tatjana Ždanoka est élue au Conseil suprême de la République socialiste soviétique de Lettonie (RSS de Lettonie) en tant que déléguée (députée) de la circonscription de Riga.

## Période 1993-1996
En février 1993, Tatjana Ždanoka devient présidente du « Mouvement pour la justice sociale et l'égalité des droits en Lettonie », qui se transforme plus tard en un parti politique, « Līdztiesība (en) » en français : « Égalité des droits ». Les 5 et 6 juin 1993, les élections législatives (Saeima) ont lieu conformément à la Constitution rétablie de 1922. Pour la première fois après la restauration de l’indépendance de Lettonie, les citoyens élisent leur parlement qui se substite au Conseil suprême. C’est à ce moment, en 1993, que le mandat de député de Tatjana Ždanoka prend fin. À la suite du refus des autorités lettonnes d’inscrire Tatjana Ždanoka au registre des résidents en tant que citoyenne lettonne, elle ne peut participer ni à ces élections, ni aux élections municipales de 1994, ni aux élections parlementaires suivantes qui se tiennent en 1995. À la suite du recours introduit par Tatjana Ždanoka, en janvier 1996, les tribunaux reconnaissent à celle-ci la nationalité lettonne et enjoignent l’administration de l’enregistrer en tant que telle et de lui délivrer les documents correspondants.

## Les élections municipales de 1997
Le 25 janvier 1997, le « Mouvement pour la justice sociale et l’égalité des droits en Lettonie » dépose auprès de la commission électorale de Riga une liste de dix candidats pour les élections municipales du 9 mars 1997. La candidature de Tatjana Ždanoka y figure. Conformément aux exigences de la loi sur les élections municipales, celle-ci signe et joint à la liste une déclaration écrite affirmant qu’elle n'est pas concernée par l'article 9 de cette loi. Aux termes de cet article, sont inéligibles les personnes ayant « activement participé » au PCUS, au PCL, ainsi qu’à plusieurs autres organisations expressément nommées, postérieurement au 13 janvier 1991. Par une lettre expédiée le même jour, le 25 janvier 1997, Tatjana Ždanoka informe la Commission électorale que, jusqu’au 10 septembre 1991, date de la dissolution officielle du PCL, elle était membre de la cellule de Pavnieki et de la Commission centrale de contrôle et d’audit du parti. Cependant, elle fait valoir que les restrictions susmentionnées lui étaient inapplicables, puisqu’elles étaient contraires aux articles 2 et 25 du Pacte international relatif aux droits civils et politiques. Par une décision du 11 février 1997, la commission électorale de Riga enregistre la liste présentée par Tatjana Ždanoka. Aux élections du 9 mars 1997, cette liste obtient quatre des soixante sièges du conseil municipal de Riga. Tatjana Ždanoka figure parmi les élus.

## Les élections législatives de 1998
En vue de participer aux élections législatives du 3 octobre 1998, le « Mouvement pour la justice sociale et l’égalité des droits en Lettonie » conclut un accord de coalition avec le Parti de l'harmonie nationale, le Parti socialiste de Lettonie et le Parti russe (Krievu partija). Les quatre partis forment une liste unie sous le titre du Parti de l'harmonie nationale. Tatjana Ždanoka y figure en tant que candidate des circonscriptions de Riga et de Vidzeme. Le 28 juillet 1998, la liste est déposée auprès de la Commission électorale centrale en vue de son enregistrement. Conformément aux exigences de la loi sur les élections parlementaires, Tatjana Ždanoka signe et joint à la liste une déclaration écrite identique à celle qu’elle avait présentée avant les élections municipales. De même, tout comme pour les élections de 1997, elle expédie à la Commission électorale centrale une lettre expliquant sa situation et soutenant que les restrictions en question sont incompatibles avec le Pacte international relatif aux droits civils et politiques, ainsi qu’avec l’article 3 du Protocole no 1 à la Convention. Le 29 juillet 1998, la Commission électorale centrale suspend l’enregistrement de la liste, au motif que la candidature de Tatjana Ždanoka ne correspond pas aux exigences de la loi sur les élections parlementaires. Ne voulant pas mettre en danger la perspective de l’enregistrement de la liste entière, Tatjana Ždanoka retire sa candidature, après quoi la liste est immédiatement enregistrée.

## Les élections législatives de 2002
Les élections législatives suivantes ont lieu le 5 octobre 2002. En vue de participer à ces élections, le parti « Lidztiesiba », présidé par Tatjana Ždanoka, forme, avec deux autres partis, le Parti de l'harmonie nationale et le Parti socialiste de Lettonie, une coalition électorale nommés «  Pour les droits de l'homme dans une Lettonie unie » (abrégé en PCTVL). Le programme électoral de cette coalition souligne, en des termes exprès, la nécessité d’abolir les restrictions aux droits électoraux des personnes ayant milité au PCL après le 13 janvier 1991. Au printemps 2002, le conseil exécutif du parti « Lidztiesiba » nomme Tatjana Ždanoka comme candidate aux élections de 2002 ; le conseil de la coalition PCTVL approuve cette nomination. Cependant, peu après, le 16 mai 2002, la législature sortante rejette une proposition d’abrogation de l’article 5 (point 6) de la loi sur les élections parlementaires. Étant pleinement conscient de la situation de Tatjana Ždanoka et craignant que la présence de sa candidature n’empêche l’enregistrement de la liste entière de PCTVL, le conseil de la coalition change d’avis et décide de ne pas inclure son nom sur la liste des candidats. Tatjana Ždanoka décide alors de soumettre une liste séparée, ne contenant qu’un seul et unique nom, le sien, et intitulée « Parti de l’harmonie nationale ». Le 23 juillet 2002, la coalition PCTVL dépose à la Commission électorale centrale sa liste, contenant au total les noms de 77 candidats pour les cinq circonscriptions de Lettonie. Le même jour, Tatjana Ždanoka demande à la Commission d’enregistrer sa propre liste, et ce, pour la circonscription de Courlande (Kurzeme) uniquement. De même que pour les élections de 1998, elle joint à sa liste une déclaration écrite selon laquelle les restrictions contestées sont incompatibles avec la Constitution et les engagements internationaux de la Lettonie. Le 25 juillet 2002, la Commission enregistre les deux listes. Par une décision du 7 août 2002, la Commission électorale centrale, se référant à l’arrêt de la Chambre des affaires civiles du 15 décembre 1999, raye Tatjana Ždanoka de sa liste. En outre, après avoir constaté que Tatjana Ždanoka était la seule candidate sur la liste intitulée « Parti de l’harmonie nationale » et qu’après sa radiation il n’y avait plus aucun nom, la Commission décide d’annuler l’enregistrement de la liste. Aux élections du 5 octobre 2002, la liste de la coalition PCTVL obtient 18,94 % des voix et vingt-cinq sièges au Parlement.

## Exception d'irrecevabilité du gouvernement letton
Dans sa lettre du 11 février 2004, le gouvernement letton informe la Cour européenne que la loi sur les élections du Parlement européen, adoptée par le Parlement letton le 29 janvier 2004 et entrée en vigueur le 12 février 2004, ne contient pas de disposition similaire à l’article 5, §6, de la loi sur les élections parlementaires. Tatjana Ždanoka est donc libre de se porter candidate aux élections européennes qui ont lieu le 12 juin 2004. Le gouvernement soutient qu’en tant que législateur supranational, le Parlement européen doit être considéré comme un organe législatif « supérieur » par rapport au Parlement letton, et que « Tatjana Ždanoka pourra effectivement exercer son droit électoral passif à un niveau même plus élevé que celui envisagé à l’origine ». Le gouvernement reconnaît qu’aucune modification n’a, à ce jour, été apportée aux lois sur les élections parlementaires et municipales, de sorte que la restriction litigieuse subsiste et que Tatjana Ždanoka reste inéligible tant au Parlement national qu’aux conseils municipaux. Toutefois, il n’estime pas que ce fait soit vraiment susceptible d’influencer l’issue de l’affaire. En effet, l’adhésion de la Lettonie à l’Union européenne, le 1er mai 2004, marque la fin définitive de la période transitoire, c’est-à-dire du passage du pays d’une société totalitaire vers une société démocratique, et les législateurs en ont conscience. Le gouvernement fait également valoir que le réexamen périodique des dispositions en cause constitue une pratique parlementaire stable, et que les restrictions dont se plaint Tatjana Ždanoka sont de nature provisoire. Cela étant, le gouvernement estime que le litige à l’origine de l'affaire est résolu, et que la requête doit être rayée du rôle conformément à l’article 37 § 1 b) de la Convention européenne des droits de l'homme. Tatjana Ždanoka marque son désaccord. Elle reconnaît qu’elle a le droit de participer aux élections européennes et qu’elle le fera ; cependant, ce fait ne constitue pas la solution du litige. Tatjana Ždanoka souligne que les restrictions contenues dans les lois sur les élections parlementaires et locales restent toujours en vigueur, et qu’il n’est pas du tout certain qu’elles seront bientôt abrogées, d’autant plus qu’un grand nombre de députés semblent plutôt favorables à leur maintien. De même, elle insiste sur le fait que les circonstances de la présente affaire sont très différentes de toutes les affaires où la Cour a effectivement appliqué l’article 37 § 1 b) susmentionné. En résumé, le litige n’est pas résolu, et il n’y a aucune raison pour rayer la requête du rôle.

## Arguments de la Lettonie sur les actions de Tatjana Ždanoka
Le gouvernement letton considère qu’en l’espèce, l’hostilité de Tatjana Ždanoka à l’égard de la démocratie et de l’indépendance de la Lettonie se manifeste dès le XXVe congrès du PCL, lors duquel elle choisit de ne pas rejoindre les délégués progressistes dissidents et de rester avec les partisans de la « ligne dure » de la politique soviétique. De même, le gouvernement fait observer que la Commission centrale de contrôle et d’audit occupait l’une des places prépondérantes dans l’organigramme du PCL, et que Tatjana Ždanoka faisait partie d’une sous-commission chargée de superviser la mise en œuvre des décisions et des actes programmatiques du parti. Or, la plupart des actes pris par les organes du PCL reflétaient une attitude extrêmement hostile au rétablissement d’une république démocratique et indépendante. À cet égard, le gouvernement se réfère encore une fois à la déclaration du Comité central du PCL du 13 janvier 1991 portant la création du Comité de salut public et ayant pour but l’usurpation du pouvoir ; cependant, il reconnaît que Tatjana Ždanoka elle-même était absente de la réunion du Comité central à cette date. Bref, selon le gouvernement, étant l’une des personnes chargées de surveiller la mise en œuvre des décisions du PCL, Tatjana Ždanoka ne pouvait pas ne pas militer contre la Lettonie indépendante pendant la période en question. Le gouvernement soutient que, même si la position de Tatjana Ždanoka au sein du PCL suffisait à elle seule pour prouver sa participation active aux actes de ce parti, les tribunaux ont néanmoins fondé leur raisonnement sur le degré de sa responsabilité personnelle plutôt que sur un constat formel de son statut dans l’organigramme du parti. De l’avis du gouvernement, le comportement actuel de Tatjana Ždanoka continue à justifier son inéligibilité. De très nombreux articles de presse à l’appui, le gouvernement soutient que les activités politiques de Tatjana Ždanoka font partie d’un « scénario parfaitement élaboré » visant à nuire aux intérêts de la Lettonie, à l’éloigner de l’Union européenne et de l’OTAN et à la faire rapprocher de la Communauté des États indépendants (CEI). Le gouvernement cite certaines déclarations critiques récentes de Tatjana Ždanoka au sujet de la politique actuelle de l’État à l’égard de la minorité russophone et au sujet de la nouvelle loi linguistique ; il dénonce également le rôle de Tatjana Ždanoka dans l’organisation de réunions publiques aux dates des anciennes fêtes soviétiques. Enfin, et s’agissant toujours de la proportionnalité de la mesure critiquée, le gouvernement rappelle qu’après la restauration de la Constitution de 1922, chacune des législatures a examiné la nécessité du maintien de l’inéligibilité des personnes ayant milité au sein du PCUS ou du PCL après le 13 janvier 1991, et que ce réexamen périodique constitue donc une vraie pratique parlementaire. Dans ces circonstances, le gouvernement letton réitère sa thèse selon laquelle la restriction en cause revêt un caractère provisoire. Pour la même raison, cette restriction ne peut pas être reconnue comme atteignant les droits électoraux dans leur substance même. Eu égard à tout ce qui précède, le gouvernement estime que l’inéligibilité de Tatjana Ždanoka est proportionnée aux buts légitimes qu’elle poursuit, et qu’aucune violation de l’article 3 du Protocole no 1 à la Convention n’a donc eu lieu en l’espèce.

## Appréciation de la Cour européenne
En l’espèce, la Cour ne voit aucun indice d’arbitraire dans la manière dont les juridictions lettonnes ont évalué les faits pertinents. Elle note en particulier que la participation du PCL aux événements de 1991 a été établie par un arrêt de la Cour constitutionnelle dans le cadre d’une affaire pénale. De même, la Cour n’a aucune raison de contester les constats factuels de la cour régionale de Riga et de la Chambre des affaires civiles de la Cour suprême quant aux événements de 1991 et à la participation personnelle de Tatjana Ždanoka aux activités du PCL. Au demeurant, aucun élément à la disposition de la Cour ne lui permet pas de soupçonner les autorités lettonnes d’avoir commis une distorsion quelconque des faits historiques relatifs à la période en question. Eu égard à la marge d’appréciation de l’État défendeur, la Cour admet que la mesure critiquée poursuit au moins trois objectifs légitimes cités par le gouvernement : la protection de l’indépendance de l’État, du régime démocratique et de la sécurité nationale.
Mais, eu égard à tout ce qui précède, la Cour conclut que l’inéligibilité permanente au Parlement letton, dont Tatjana Ždanoka est frappée du fait de ses activités au sein du PCL après le 13 janvier 1991, n’est pas proportionnée aux buts légitimes qu’elle poursuit, qu’elle réduit les droits électoraux de Tatjana Ždanoka au point de les atteindre dans leur substance même, et que leur nécessité dans une société démocratique n’a pas été démontrée. Partant, il y a eu violation de l’article 3 du Protocole no 1 en l’espèce. Le gouvernement rappelle que, d’après la jurisprudence constante de la Cour, l’article 3 précité ne s’applique pas aux élections municipales. Par conséquent, il n’y a aucun lien entre la violation alléguée par Tatjana Ždanoka et le préjudice matériel qu’elle prétend avoir subi. La Cour reconnaît que l’article 3 du Protocole no 1 est inapplicable aux élections municipales. Cependant, elle vient également de constater une violation de l’article 11 de la Convention, et ce, tant en raison de l’inéligibilité de Tatjana Ždanoka au Parlement que de sa déchéance de son mandat de conseillère municipale de Riga. Or, en quittant le conseil municipal, Tatjana Ždanoka a effectivement subi un préjudice matériel réel (voir notamment Sadak et autres c. Turquie (no 2), nos 25144/94, 26149/95 à 26154/95, 27100/95 et 27101/95, §56, CEDH 2002-IV). Le gouvernement n’ayant pas contesté l’exactitude des sommes indiquées par Tatjana Ždanoka, la Cour estime pouvoir les accepter. Elle décide donc d’accorder à Tatjana Ždanoka 2 236,50 LVL à ce titre. La Cour ne saurait contester le préjudice moral subi par Tatjana Ždanoka, empêchée de présenter sa candidature aux élections législatives et déchue de son mandat municipal (voir, mutatis mutandis, arrêt Podkolzina c. Lettonie précité, § 52). Par conséquent, la Cour statuant en équité et eu égard à toutes les circonstances de l’affaire, la Cour lui alloue 10 000 € au titre du dommage moral.

## Arrêt du17 juin 2004
Par 5 voix contre 2 (deux avis divergents assez critiques), la Cour européenne des droits de l'homme prononce l'arrêt suivant :
PAR CES MOTIFS, LA COUR
- 1. Rejette, à l’unanimité, l’exception du gouvernement tirée de l’absence du statut de « victime » de la requérante (Tatjana Ždanoka) ;
- 2. Dit, par cinq voix contre deux, qu’il y a eu violation de l’article 3 du Protocole no 1 à la Convention ;
- 3. Dit, par cinq voix contre deux, qu’il y a eu violation de l’article 11 de la Convention, et qu’il ne s’impose pas d’examiner séparément le grief tiré de l’article 10 de la Convention ;
- 4. Dit, par cinq voix contre deux,
  - a) que l’État défendeur doit verser à la requérante, dans les trois mois à compter du jour où l’arrêt sera devenu définitif conformément à l’article 44 § 2 de la Convention, les sommes suivantes :
    - i. 2 236,50 LVL (deux mille deux cent trente-six lati et cinquante centimes) pour dommage matériel ;
    - ii. 10 000 € (dix mille euros) pour dommage moral, à convertir en lati lettons au taux applicable à la date du versement ;
    - iii. 10 000 € pour frais et dépens, à convertir en lati lettons au taux applicable à la date du versement ;
    - iv. tout montant pouvant être dû à titre d’impôt sur lesdites sommes ;

  - b) qu’à compter de l’expiration dudit délai et jusqu’au versement, ces montants seront à majorer d’un intérêt simple à un taux égal à celui de la facilité de prêt marginal de la Banque centrale européenne applicable pendant cette période, augmenté de trois points de pourcentage ;
- 5. Rejette, à l’unanimité, la demande de satisfaction équitable pour le surplus.

Fait en français, puis communiqué par écrit le 17 juin 2004 en application de l’article 77 §§ 2 et 3 du règlement.

## Arrêt du16 mars 2006
La Cour européenne des droits de l'homme prononce l'arrêt suivant :
Dans les circonstances de l’espèce, la Cour estime que l’article 3 du Protocole no 1 est la lex specialis, et qu’il n’y a pas lieu d’examiner séparément les griefs de la requérante au regard de l’article 11. Par ailleurs, aucun argument ne justifie à son sens un examen distinct sous l’angle de l’article 10 des griefs de l’intéressée relatifs à son inéligibilité.
PAR CES MOTIFS, LA COUR
- 1. Rejette, à l’unanimité, l’exception préliminaire du Gouvernement ;
- 2. Dit, par treize voix contre quatre, qu’il n’y a pas eu violation de l’article 3 du Protocole no 1 ;
- 3. Dit, par treize voix contre quatre, qu’il n’y a pas lieu d’examiner séparément les griefs de la requérante sous l’angle de l’article 11 de la Convention ;
- 4. Dit, à l’unanimité, qu’il n’y a pas lieu d’examiner séparément les griefs de la requérante sous l’angle de l’article 10 de la Convention.

Fait en français et en anglais, puis prononcé en audience publique au Palais des droits de l’homme, à Strasbourg, le 16 mars 2006.